# Флаг Заозёрска
Флаг Заозёрска — официальный символ закрытого административно-территориального образования город Заозёрск Мурманской области Российской Федерации.
Ныне действующий флаг утверждён 21 сентября 2005 года и внесён в Государственный геральдический регистр Российской Федерации с присвоением регистрационного номера 1995.

## Описание
«Флаг города представляет собой прямоугольное полотнище синего цвета с отношением высоты к длине 2:3. В центре полотнища волнистая полоса белого цвета шириной в 1/5 от ширины полотнища. Поверх волнистой полосы в центр полотнища — два жёлтых перекрещённых морских якоря, выше которых — сияние, состоящее из расходящихся лучей жёлтого цвета, и ниже которых — белый геральдический дельфин».

## Обоснование символики
Символика флага воспроизводит основные элементы символики герба Заозёрска.
Два скрещённых жёлтых якоря символизируют приморский город-порт.
Волнистая полоса говорит о том, что город находится рядом с рекой Западная Лица.
Лучи северного сияния указывают на расположение города в Заполярье
Дельфин — символизирует подводные силы Северного флота.
В целом флаг символизирует город-базу подводных сил на Севере.

## Предыдущий флаг
Предыдущий флаг был утверждён в 1998 году и внесён в устав города Заозёрска, описание флага гласило:

Флаг города представляет собой прямоугольное полотнище, пересеченное крест-накрест двумя синими полосами, образующими прямой крест; при этом образованные четыре прямоугольника полотнища имеют цвета: левый верхний — белый, левый нижний — красный, правый верхний — красный, правый нижний — белый. В центре полотнища располагается герб города.
Отношение ширины флага к его длине — 1:2. Отношение ширины полосы, образующей крест, к ширине флага — 1:5.

Герб изображённый на флаге представляет собой изображение щита, пересеченного серебряной линией. В верхней части на лазоревом поле веерообразно расходятся золотые лучи, положенные в три соединённые и отвлечённые по бокам дуги, из которых средняя больше. В центре щита — два накрест положенных золотых якоря. В нижней части на лазоревом поле, обращённый вправо (влево от зрителя) — серебряный силуэт геральдического дельфина.